# Kurt Nickisch

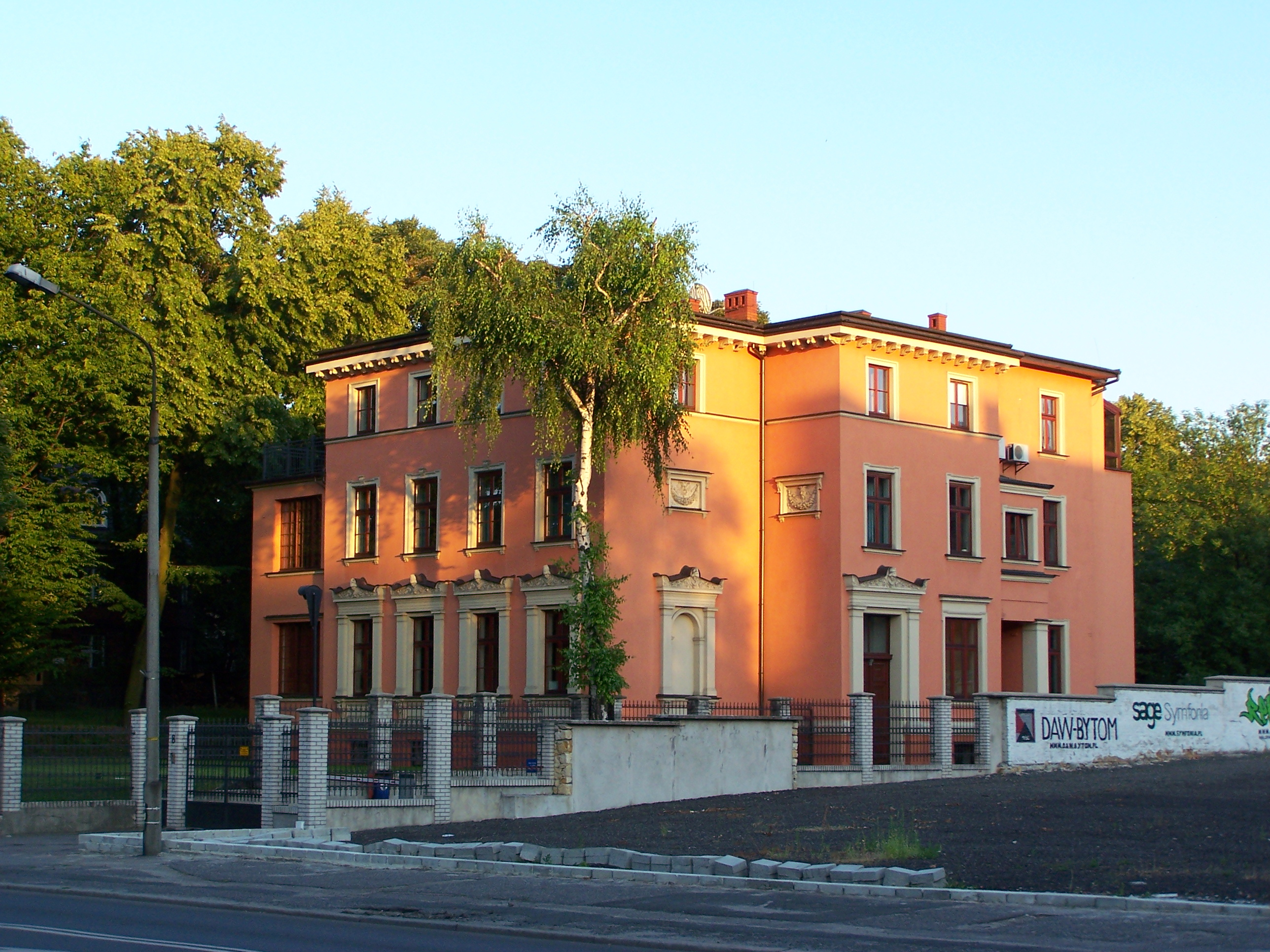
Willa Rittera w Bytomiu, mieszkanie Kurta Nickischa do wybuchu II wojny światowej

Kurt Nickisch (ur. 1889 w Bytomiu, zm. 1967 w Hamburgu ) – niemiecki asesor górniczy, zarządca kopalń węgla kamiennego na Górnym Śląsku, dyrektor spółki Georg von Giesches Erben .

## Życiorys
Referendarz górniczy Kurt Nickisch został mianowany asesorem górniczym około 1922 roku. Kierował zarządem górniczym w Bytomiu od 1928 roku, następnie został dyrektorem górniczym Zakładów Gieschego (niem. Gieschebetriebe) z siedzibą w Katowicach , był również dyrektorem kopalni węgla kamiennego Heinitz , kierował także kopalnią węgla kamiennego Giesche. 
Po zdobyciu katowickich kopalń przez okupacyjne władze hitlerowskie 6 października 1939 roku został mianowany ich komisarycznym zarządcą, którym pozostał do około 18 grudnia 1939 roku, kiedy to zastąpił go emerytowany dyrektor kopalni Otto Fries. Na skutek zbliżania się wojsk radzieckich w styczniu 1945 roku udał się na zachód wraz z około 600 pracownikami niemieckimi. Zatrzymał się w Magdeburgu, gdzie znajdowała się huta cynku, która należała do Georg von Giesches Erben. Miasto miało znaleźć się w radzieckiej strefie okupacyjnej, dlatego Nickisch przeniósł się na teren zachodnich Niemiec, gdzie również znajdowały się przedsiębiorstwa górnicze, obiekty hutnicze i handlowe związane filialnie ze spółką Georg von Giesches Erben. W Niemczech Nickisch założył kopalnię torfu Drebber, a także kamieniołomy bazaltu oraz betoniarnie .
W 1953 roku został dyrektorem generalnym spółki Georg von Giesches Erben, której siedziba znajdowała się wówczas w Hamburgu . Od 1960 roku na emeryturze . 21 stycznia 1960 roku został odznaczony Orderem Zasługi Republiki Federalnej Niemiec  I klasy.